# Série de Laurent
Em matemática, a série de Laurent de uma função complexa f(z) é sua representação como uma série de potências que inclui termos de grau negativo. Pode ser utilizada para expressar funções complexas nos casos em que uma expansão em série de Taylor não pode ser feita. A série de Laurent tem o nome de quem a primeiro publicou, em 1843: Pierre Alphonse Laurent. Karl Weierstrass pode tê-la descoberto primeiro em um artigo escrito em 1841, mas este foi publicado postumamente.
A série de Laurent para uma função complexa f(z) sobre um ponto c é dada por:
{\displaystyle f(z)=\sum _{n=-\infty }^{\infty }a_{n}(z-c)^{n}}
em que an são constantes, definidas pela integral de linha, que é uma generalização da fórmula integral de Cauchy:
{\displaystyle a_{n}={\frac {1}{2\pi i}}\oint _{\gamma }{\frac {f(z)\,\mathrm {d} z}{(z-c)^{n+1}}}.\,}
O caminho de integração {\displaystyle \gamma } é anti-horário ao redor de uma curva de Jordan ao redor de c e estando em uma coroa circular A em que {\displaystyle f(z)} é holomórfica (analítica). A expansão para {\displaystyle f(z)} vai então ser válida em qualquer lugar dentro da coroa.

## Séries de Laurent de funções analíticas

Os coeficientes de uma série de Laurent de uma função analítica f cujo domínio contenha um anel A são calculados a partir de um lacete γ cuja imagem está contida no anel em questão.

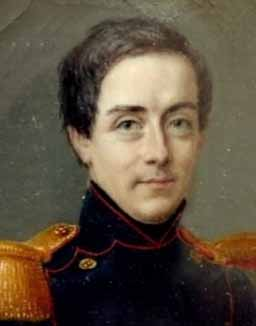
Pierre Alphonse Laurent

Considere-se um anel A em C, ou seja, um conjunto da forma
{\displaystyle A=\left\{z\in \mathbb {C} \,\vert \,r<|z-c|<R\right\},}
onde c ∈ C e onde r, R ∈ [0,+∞] são tais que r < R. Se f for uma função analítica cujo domínio contenha A então é possível representar f(z), para cada z ∈ A, sob a forma
{\displaystyle \sum _{n=-\infty }^{+\infty }a_{n}(z-c)^{n}}
de uma e uma só maneira.
Os coeficientes da série de Laurent da função analítica f no anel A:
{\displaystyle f(z)=\sum _{n=-\infty }^{\infty }a_{n}(z-c)^{n}}
podem ser obtidos pelo seguinte processo:
{\displaystyle a_{n}={\frac {1}{2\pi i}}\oint _{\gamma }{\frac {f(z)\,\mathrm {d} z}{(z-c)^{n+1}}}.\,}
em que γ é um lacete (ou caminho fechado) com imagem no anel dado e cujo índice relativamente a c seja igual a 1. A representação de f(z) pela série de Laurent dada é então válida para qualquer ponto do anel.